# 魅力
魅力（英語：Charisma）是引人注目的吸引力或魅力，可以激发他人的奉献精神
。